# 半田裕典
半田 裕典（はんだ ゆうすけ、12月19日 - ）は、日本の男性声優。静岡県出身。青二プロダクション所属。

## 人物
日本大学、青二塾東京校32期卒業。趣味は映画鑑賞、釣り、水泳。特技は極真空手有段。

## 出演
太字はメインキャラクター。

### テレビアニメ
2012年
- エリアの騎士（審判）
- CØDE:BREAKER（鬼桜組組員）
- 絶園のテンペスト（部下A、運転手、部下）
- 探検ドリランド（2012年 - 2014年、ファイアアメーバ、魔族） - 2シリーズ
- ROBOTICS;NOTES（2012年 - 2013年、記者A、リポーター）

2013年
- 京騒戯画（僧、白服達）
- 聖闘士星矢Ω（生徒、パラサイト〈雑兵〉、通信兵、パラサイト兵長、鋼鉄聖闘士、兵）
- ONE PIECE（2013年 - 2024年、ケンタウロス、チョコポリス、風刃、レオネロ、バブルガム 他）
- ONE PIECE エピソードオブメリー 〜もうひとりの仲間の物語〜

2014年
- アオハライド（男子生徒、洸の友達、男子高校生）
- 暴れん坊力士!!松太郎（世話人、川崎、鬼首、客、係員 他）
- それでも世界は美しい（黒装束）
- ディスク・ウォーズ:アベンジャーズ（リザード）
- ヒーローバンク（玉木タカヒロ、男子生徒D、客C、借金男、鮮魚店A、長宗我部万次郎 他）
- 名探偵コナン（刑事）
- ロボットガールズZ（船員、司会）
- ワールドトリガー（2014年 - 2022年、三好、カメラマン、丙秀英、技師、蔵内和紀 他） - 3シリーズ

2015年
- 赤髪の白雪姫（2015年 - 2016年、情報屋、酒屋の男、衛兵A、兵士C、ヒガタ 他） - 2シリーズ
- 英国一家、日本を食べる  (ジャン、アキラ)
- 俺物語!!（男子学生2、3年男子A）
- 影鰐-KAGEWANI-（2015年 - 2016年、水崎、空港職員、特殊部隊） - 2シリーズ
- 牙狼 -紅蓮ノ月-（野党B）
- 血界戦線（半神、ライブメンバー、ボディーガード、パイロット、レオススタッフ）
- ちびまる子ちゃん（2015年 - 2019年、ミルクせんべい屋、王子、審判）
- 電波教師（男子生徒C、捜査員、男B、コウスケ、所員A）
- ドラゴンボール改（鬼、青年、男、若者、客）
- ドラゴンボール超（2015年 - 2017年、コック、寿司職人、ビビス、銀河パトロール隊員、強盗）
- ONE PIECE 〜アドベンチャー オブ ネブランディア〜
- ONE PIECE エピソードオブサボ 〜3兄弟の絆 奇跡の再会と受け継がれる意志〜

2016年
- おじゃる丸（編集者、亡き者）
- 美少女戦士セーラームーンCrystal（記者、ダイモーン）
- 舟を編む（アルバイト）

2017年
- 正解するカド（大石哲男、管制官、警官、測量士）
- ONE PIECE エピソードオブ東の海 〜ルフィと4人の仲間の大冒険!!〜

2018年
- ゲゲゲの鬼太郎（第6作）（2018年 - 2020年、防衛大臣、べべ、雅彦、牛頭、あしまがり、邪魅 他）
- PERSONA5 the Animation（池杉）
- ONE PIECE エピソードオブ空島

2019年
- 忍たま乱太郎（2019年 - 2023年、海松万寿鳥〈2代目〉、先生）

2022年
- ラブオールプレー（水嶋一馬）
- デジモンゴーストゲーム（夫、ハヌモン、シャンブルモン）

2024年
- 逃走中 グレートミッション（マフィア、ギョーム）
- ドラゴンボールDAIMA（2024年 - 2025年、キビト〈ミニ〉、魔人、憲兵）

### 劇場アニメ
- 聖☆おにいさん（2013年、外国人神父）
- 楽園追放 -Expelled from Paradise-（2014年、無法者）
- クレヨンしんちゃん 襲来!!宇宙人シリリ（2017年、若者A）
- 劇場版 マジンガーZ / INFINITY（2018年、職員）
- 劇場版 美少女戦士セーラームーンCosmos（2023年）
- 鬼太郎誕生 ゲゲゲの謎（2023年）

### OVA
- 聖☆おにいさん（2012年、外国人の青年）

### Webアニメ
- 美少女戦士セーラームーンCrystal（2014年、警備員）
- 語りべ少女ほのか（2015年、天狗の清六[10]）
- 美少女戦士セーラームーンCrystal（2015年、男性、男子生徒）
- 悪魔くん（2023年、西園ヒトミ、街金社員）

### ゲーム
2012年
- モンスター烈伝 オレカバトル（メタトロ）

2013年
- ゴッドイーター2（プレイヤーボイス）
- マブラヴ オルタネイティヴ トータル・イクリプス（大伴忠範中佐 他）

2014年
- スーパーヒーロージェネレーション（ミノタウロス、スプリガン、サドンダス）
- スーパーロボット大戦OGサーガ 魔装機神F COFFIN OF THE END
- テイルズ オブ リンク（シナナ）
- 龍が如く 維新!

2015年
- スーパーロボット大戦BX（モンスターゴーストビグザム 他）
- 教師たちの秘密の放課後（神狩真一）
- STORM LOVER V
- STORM LOVER 2nd V
- デジモンストーリー サイバースルゥース（エグザモン）
- ワールド エンド エクリプス（サニアン）
- ワンピース 海賊無双3（空島兵隊長、海賊隊長3、村人2、囚人1、ゾンビ兵）

2016年
- ペルソナ5
- 戦国BASARA 真田幸村伝
- 戦国無双 〜真田丸〜（徳川秀忠）

2017年
- 拡張少女系トライナリー（モーフィアス）
- スーパーロボット大戦V / X / T（一般兵） - 3作品
- ゼノブレイド2（2017年 - 2018年、アデル、ノポリック、モタタ、ジツ）

2018年
- 北斗が如く
- 電撃文庫：CROSSING VOID（MHCR-Eins、MHCR-Zwei、MHCR-Drei、CMR-91） - 海外向けアプリゲーム
- ゼノブレイド2 黄金の国イーラ（アデル）
- ゴッドイーター3（ニール・ペニーウォート）

2019年
- スーパードラゴンボールヒーローズ ワールドミッション（魔界兵Σ、魔界兵Ω、死神兵）

2020年
- ドラゴンボールZ カカロット（キビト〈ミニ〉 他）

2021年
- スーパーロボット大戦30

2022年
- ドラゴンボール ザ ブレイカーズ（サバイバー）

2024年
- ORE'N（蒼竜戦士ハイ / 蒼竜騎士ハイン）

### 吹き替え

#### 映画
- 悪の法則（ピストルの男）
- ウルフ・オブ・ウォールストリート（蝶ネクタイ男）
- エクソダス:神と王（若い高官）
- 鑑定士と顔のない依頼人（ウェーター）
- ザ・ベイ（アレックス〈ウィル・ロジャース〉）
- 10人の泥棒たち（ヨンシク〈ソン・ビョンウク〉）
- ジョイ
- デッドプール
- DOPE ドープ!!（ジャリール）
- ノー・エスケープ 自由への国境（モイセス〈ガエル・ガルシア・ベルナル〉）
- her/世界でひとつの彼女（代筆係3）
- パイレーツ・オブ・カリビアン/最後の海賊（マドックス）
- バトルフィールド（トレデン〈エド・スクライン〉）
- ブライズメイズ 史上最悪のウェディングプラン（スティーブ）
- フライト・ゲーム（カイル・ライス）
- ミケランジェロ・プロジェクト
- メイズ・ランナー
- ワン・デイ 23年のラブストーリー（マーレイ）

#### ドラマ
- ARROW/アロー（アレックス・デイヴィス）
- ALMOST HUMAN/オールモスト・ヒューマン（クーパー）
- グリッチ（チャーリー・トンプソン）
- ハンドレッド（ジャクソン）

#### アニメ
- アイス・エイジ5/止めろ! 惑星大衝突（ロジャー）
- ぼくはクラレンス!（カムデン）

### ラジオドラマ
- 「花の慶次〜雲のかなたに〜」“琉球の章”（2013年）

### ナレーション
- 石橋貴明のたいむとんねる（2019年4月 - 2020年3月、フジテレビ）
- スポーツ×ヒューマン（NHK BS1）
  - 「最高の"カッコええ"をみせる! パラスノーボード 岡本圭司」（2022年2月21日）
  - 「"エースのバトン" 栄光をつなげ 新田佳浩 川除大輝」（2022年2月28日）

### テレビ番組
- 先人たちの底力 知恵泉（声の出演）
- 10min.ボックス（ハカセの声〈テイクテック〉）

### オーディオブック
- みんな!エスパーだよ!（鴨川嘉朗）
- スマホを落としただけなのに（朗読）

### シリーズ一覧
1. ↑  第1作（2012年）、第2作『-1000年の真宝-』（2014年）
2. ↑  1stシーズン（2014年 - 2016年）、2ndシーズン（2021年）、3rdシーズン（2021年 - 2022年）
3. ↑  1stシーズン（2015年）、2ndシーズン（2016年）
4. ↑  第1期（2015年）、第2期『承』（2016年）